# Bleed the Freak
«Bleed the Freak» es una canción del grupo estadounidense Alice in Chains. Fue lanzada en 1990 en el álbum Facelift, siendo el tercer sencillo de la banda y del álbum después de "We Die Young" y "Man in the Box". Es una canción interpretada a menudo en los conciertos de la banda, convirtiéndose en una de las favoritas de los fanáticos. 
El video promocional de la canción es una interpretación en vivo de la banda en el teatro Moore, en Seattle, en el año 1990. Esta versión, distinta a la del álbum, se puede encontrar en el álbum en vivo, Live Facelift (2000), en el que se encuentran grabaciones e imágenes en vivo de la banda en el teatro Moore, incluyendo además versiones en vivo de canciones como "Man in the Box" y "Love, Hate, Love".

## Historia
«Bleed the Freak» ("Desangra al monstruo" en español), es una canción del grupo Alice in Chains, lanzada en el año 1990 en el disco debut de la banda, Facelift. El guitarrista de la banda, Jerry Cantrell, afirmó en las notas del recopilatorio Music Bank que la canción:
La canción es sobre nosotros contra el mundo, a esas personas que nos menosprecian: "Soportamos muchos años de que nos menosprecies y nos veas desangrarnos, ahora nos gustaría verte sangrar."

## Personal
- Layne Staley - Voz
- Jerry Cantrell - Guitarra y coros
- Mike Starr - Bajo
- Sean Kinney - Batería